# 피트 포슬스웨이트
피트 포슬스웨이트(Pete Postlethwaite, OBE, 1946년 2월 7일~2011년 1월 2일)는 영국의 배우이다. 중산층 가정인 랭커셔 워링턴(리버풀 인근)의 가톨릭 가정에서 4남매 중 막내로 태어나 노동자 부모 밑에서 자란 그는 세인트 메리 대학교(런던)에 다녔다. 그러나 학업을 마치는 동안 그는 자식들이 인생에서 안정적인 직업을 찾길 바랐던 아버지의 안타까운 마음에 연극에 관심을 갖게 되었다.

## 출연 작품
- 유주얼 서스펙트
- 브래스드 오프
- 아미스타드 - 홀러버드 역
- 뱀의 키스 - 토마스 역
- 동물 농장
- 이상한 나라의 앨리스
- 링 오브 파이어
- 마우스 파파
- 웬 더 스카이폴스 - 마틴 쇼네시 역
- 콘스탄트 가드너
- 이온 플럭스 - 키퍼 역
- 킬링 보노 - 칼 역

## 서훈
- 2004년 대영 제국 훈장 4등급(OBE)